# تورستن فيزل
تورستن نيلس فيزل (بالسويدية: Torsten Nils Wiesel) (ولد في 3 يونيو 1924) عالم سويدي حصل على جائزة نوبل في الطب سنة 1981 بالاشتراك مع الأمريكي ديفيد هوبل لاكتشافاتهما المتعلقة بمعالجة المعلومات في الجهاز البصري. وقد شاركهما في الجائزة الأمريكي روجر سبيري لأبحاثه عن فصي المخ، والتي أجراها بمعزل عن كليهما.

## حياته وتدرجه العلمي
ولد فيزل في أوبسالا بالسويد سنة 1924، وكان الأصغر بين خمسة إخوة. بدأ عمله العلمي سنة 1947 في مختبر كارل غوستاف برنارد بمعهد كارولنسكا، حيث حصل على شهادة الطب سنة 1954، قبل أن يبدأ في العمل بالتدريس في قسم علم وظائف الأعضاء بالمعهد إلى جانب عمله بوحدة علم نفس الطفل بمستشفى كارولينسكا.
في سنة 1955 انتقل فيزل إلى الولايات المتحدة، حيث عمل في مدرسة طب جامعة جونز هوبكنز تحت إشراف ستيفن كوفلر. حصل فيزل على زمالة في طب العيون، وصار أستاذًا مساعدًا سنة 1958، وفي العام ذاته التقى وديفيد هوبل، لتبدأ بينهما شراكة علمية دامت ما يربو على عشرين عامًا. وفي سنة 1959 انتقل فيزل وهوبل إلى جامعة هارفارد، حيث عمل فيزل معلمًا لعلم الأدوية في مدرسة طب هارفارد، وكانت هذه بداية فيزل في جامعة هارفارد التي ظل يعمل بها قرابة 24 عامًا ترقى أثناءها إلى درجة أستاذ بقسم البيولوجيا العصبية (الذي كان قد أنشئ حديثًا) سنة 1968، فرئيس للقسم سنة 1971.
في سنة 1983 انتقل فيزل إلى جامعة روكفلر أستاذًا لكرسي فنسنت وبروك ورئيسًا لمختبر البيولوجيا العصبية، ثم رئيسًا للجامعة ذاتها بين عامي 1991 و1998.

## عضويته في الجمعيات العلمية المتخصصة
فيزل هو عضو بكل من:
- الأكاديمية الملكية السويدية للعلوم
- الأكاديمية الصربية للعلوم والفنون
- أكاديمية العلوم الوطنية الهندية (زميل أجنبي)

## التكريم والجوائز
- وسام الشمس المشرقة، الوشاح الأكبر (اليابان، 2009)[16]
- ميدالية مارشال باركس (مؤسسة عيون الأطفال، 2007)، مناصفة مع هوبل
- ميدالية رامون أي كاخال (المجلس الوطني الإسباني للبحث العلمي، 2006)
- قلادة العلوم الوطنية (الولايات المتحدة الأمريكية، 2005)[17]
- جائزة نوبل في الطب (1981)
- جائزة لويزا غروس هورويتز (جامعة كولومبيا، 1978)، مناصفة مع هوبل

## روابط خارجية
- تورستن فيزل على موقع الموسوعة البريطانية (الإنجليزية)
- تورستن فيزل على موقع مونزينجر (الألمانية)
- تورستن فيزل على موقع إن إن دي بي (الإنجليزية)